# Mario Deveali
Mario Deveali (Alessandria, Italia, 7 de junio de 1897–¿? Buenos Aires, Argentina) cuyo nombre de nacimiento era Mario Levi De Veali, fue un laboralista y profesor de larga trayectoria en su país y en Argentina.

## Actividad profesional
Obtuvo su doctorado en la Universidad de Turín y fue uno de los redactores de la La carta del Lavoro aprobada por el gobierno de Benito Mussolini en 1927. Durante la guerra se exilió en Argentina, donde obtuvo la ciudadanía el 21 de diciembre de 1946 y revalidó el título en la Universidad Nacional de La Plata en cuya Facultad de Ciencias Jurídicas se desempeñó desde 1950 como profesor extraordinario, luego titular y, finalmente, consulto. Fue una de sus mentes más brillantes, con el peronismo, autor o inspirador de importantes leyes de Perón en materia de derecho colectivo, gremial y previsional.
Fundó en 1941 la Revista de Derecho del Trabajo de la Editorial La Ley, que dirigió desde entonces hasta 1972.  Al año siguiente fundó la Revista Trabajo y Seguridad Social de la Editorial El Derecho, que dirigió hasta 1980. Estas publicaciones incluyeron centenares de estudios, artículos, notas y comentarios de prestigiosos autores tanto de doctrina como de legislación y jurisprudencia.
Entre sus obras más importante se encuentran Lineamientos de derecho del trabajo, (tres
ediciones), editorial TEA, Derecho sindical y de la previsión social (tres ediciones),
editorial Zavalía; el Tratado de Derecho del Trabajo, dirigido por Deveali, dos ediciones (cinco tomos
editorial La Ley); además de sus colaboraciones en la Enciclopedia Jurídica Omeba, así como enrevistas europeas.
La obra de Deveali desarrollada durante más de 40 años fue el aporte doctrinario más importante en la formación del derecho del trabajo argentino.